# Освальд Евері
Освальд Теодор Евері (англ. Oswald Theodore Avery; 21 жовтня 1877 — 2 лютого 1955) — американський молекулярний біолог, імунолог, медик. З 1929 по 1930 був президентом Американської асоціації імунологів. З 1941 по 1942 був президентом Американського товариства мікробіології.
Значна частина кар'єри Освальда Евері пов'язана з лікарнею Університету Рокфеллера в Нью-Йорку. Евері відомий як один із співавторів експерименту Евері, Маклеода і Маккарті, які в 1944 році спільно з Коліном Маклеодом і Маклін Маккарті показали, що ДНК є носій генетичної інформації.
Лауреат Нобелівської премії Арне Тізеліус сказав, що Евері є найдостойнішим вченим, які не отримали Нобелівської премії за свої дослідження.

## Біографія
Освальд Евері народився 21 жовтня 1877 року в місті Галіфакс, Канада.
Евері вчився в New York Male Grammar School, потім в Colgate Academy і потім в Колгейтском університеті. Евері вибрав медичну кар'єру в Коледжі лікарів і хірургів Колумбійського університету в Нью-Йорку, і отримав медичну ступінь в 1904 році.
Евері отримав громадянство США 1 серпня 1918 року. З 1923 року по 1948 рік працював в Інституті Рокфеллера. Помер від раку підшлункової залози в 1955.

## Найбільш відомі відкриття
Протягом багатьох років вважалося, що генетична інформація міститься в білках. Евері, Маклеод і Маккарті вивчали явище спадковості, продовжуючи роботи Гріффіта, розпочаті в 1928 році. В ході експериментів була вивчена можливість передачі генів між бактеріями за допомогою різних органічних сполук, виділених з бактерій. Після обробки екстрактів бактерій протеазами було показано, що білки не переносять гени. Після обробки екстрактів дезоксирибонуклеазою (ферментом, який руйнує ДНК), було показано, що ДНК є носієм генетичного матеріалу.
Альфред Герші і Марта Чейз продовжили дослідження групи Евері в 1952 році, поставивши Експеримент Герші-Чейз.
Експерименти Гріффіта, Евері, Маклеода і Маккарті, Герші і Чейз в значній мірі направили дослідження Уотсона і Крика по встановленню структури ДНК, привели до народження сучасної молекулярної біології.
Нобелівський лауреат Джошуа Ледербергом писав, що Евері із співробітниками забезпечили платформу для сучасних досліджень ДНК і в основному забезпечили молекулярну революцію в генетиці і біомедичних науках.
Статті Евері зберігаються в двох місцях: у Державній бібліотеці і архіві штату Теннессі, і в Архіві Рокфеллера
Багато його статті, вірші і рукописні записи в лабораторному журналі доступні в Національній медичній бібліотеці в колекції Освальда Евері.
Найбільш відома стаття Евері, в якій для ДНК була показана роль в зберіганні і передачі генетичної інформації
1936 — Член Американської академії мистецтв і наук [5]
1945 — Медаль Коплі, «For his success in introducing chemical methods in the study of immunity against infective diseases»
1945 — George M. Kober Medal [de]
1947 — Премія Альберта Ласкера за фундаментальні медичні дослідження, «For studies on the chemical constitution of bacteria»
1949 — Passano Award [en]
2004 — Введено в Канадський зал медичної слави [en] [6]
Іменем Освальда Евері названий кратер на Місяці